# 2e groupe d'artillerie du Levant
Le 2e groupe d'artillerie du Levant est une unité militaire de l'Armée de terre française, stationnée en Syrie en 1945-1946.

## Historique
Le 2e groupe d'artillerie du Levant est issu du groupe de position de défense côtière du Levant. Celui-ci est créé le 16 février 1943 et stationné à Beyrouth, Lattaquié et Saïda. Il est rattaché à la 7e brigade côtière.
Il rejoint Damas et forme le 2e groupe d'artillerie du Levant le 1er janvier 1945. Commandé par le chef d'escadron Thiers, il appartient aux troupes coloniales et est constitué de deux batteries de canons de 75 de campagne. Il s'agit de la principale unité de l'armée du Levant (dépendant directement de l'Armée française) stationnée à Damas, avec une compagnie de quartier-général, la censure militaire et un hôpital militaire.
Ses artilleurs sont des Syriens avenantaires, c'est-à-dire ayant signé un avenant à leur contrat pour servir dans l'Armée française et non au sein des troupes spéciales. Ils sont équipés d'uniformes britanniques.
Il est dissous le 31 mars 1946.

## Insigne
Une montagne au sommet enneigé, chargée d'une ancre (symbole des troupes coloniales) et d'un fût de canon croisés en sautoir, le tout inscrit dans un croissant rouge portant l'inscription 2ème GAL.
Plusieurs variantes existent.